# Хадзивасилиу, Хриса
Хриса Хадзивасилиу (греч.  Χρύσα Χατζηβασιλείου, 1904, Одемиш, Османская империя — 14 ноября 1950, Будапешт) — греческая коммунистка, деятельница Коммунистической партии Греции и Греческого Сопротивления, видная деятельница международного женского движения.

## Молодость
Хриса Хадзивасилиу родилась в 1904 году в городке Одемисио (Οδεμήσιο — турецкий Одемиш) в 110 км к юго-западу от Смирны.
Семья была относительно богатой.
В Одемисио Хриса окончила французскую школу, созданную монахинями католической церкви, и, как следствие, прекрасно знала французский язык.
После Малоазийской катастрофы её семья, в числе сотен тысяч малоазийских беженцев, бежала в Грецию и обосновалась в Афинах.
Восемнадцатилетняя Хриса стала работать машинисткой.

## В компартии Греции
Потеряв Родину, не только по причине резни в Смирне, устроенной кемалистами, но и в результате империалистических антагонизмов, обездоленные малоазийские беженцы были в большей степени подвержены влиянию коммунистической идеологии, нежели местное население.
Большое впечатление на Хрису оказали как Октябрьская революция в России, так и поступавшая информация из этой страны о начале строительства бесклассового общества.
В 1924 году, всего два года после Малоазийской катастрофы и бегства с родных земель, Хриса стала членом Компартии Греции (КПГ).
В конце года она стала доверенной машинисткой Центрального комитета КПГ.
Чуть позже, по рекомендации компартии, стала машинисткой посольства СССР в Афинах.
С первыми группами греческих коммунистов отправленных на учёбу в Советский Союз, Хриса была отправлена в Москву, где училась в Коммунистическом университете КУТВ и, кроме прочего, изучила русский язык.
По возвращении в Грецию, она стала одним из самых образованных и активных деятелей компартии, что предопределило её поэтапный рост в партийной иерархии.

## Предвоенные годы
На 6-м съезде компартии в 1935 году Хриса Хадзивасилиу была избрана членом ЦК партии, став таким образом первой женщиной, избранной в состав ЦК.
В период режима Метаксаса Хриса ушла в подполье. Была арестована в Салониках через два года, в начале 1938 года, вместе с Петросом Русосом и Домной Папазоглу (супругой Я. Иоаннидиса) и была сослана вместе со своими товарищами на остров Кимолос.
Хриса вышла замуж за Петроса Русоса, который и в предвоенные годы был одним из руководителей компартии Греции.

## В греческом сопротивлении
Начало тройной, германо-итало-болгарской оккупации Греции застало Хрису ссыльной на острове Кимолос.
Не дожидаясь завершения оккупации всей территории страны, Хриса и ещё 36 политических ссыльных бежали с Кимолоса 20 апреля 1941 года.
Как и большинство беглецов, Хриса скрылась в Афинах и приняла участие в воссоздании разгромленных режимом генерала Метаксаса организаций компартии.
В период мая — июня 1941 года был создан так называемый «Новый Центральный Комитет» («Νέα Κεντρική Επιτροπή» (ΝΚΕ) компартии, в составе всего 4 членов: Петроса Русоса, Хрисы Хадзивасилиу, Пантелиса Карагициса и Андреаса Ципаса.
1-3 июля 1941 года в оккупированных Афинах подпольно состоялся 6-й пленум ЦК компартии Греции, в котором кроме 4 членов Нового ЦК приняли участие Костас Лазаридис и Андреас Дзимас.
Пленум призвал греческий народ, все партии и организации к созданию национального фронта освобождения.
По указанию заключённого в крепости Акронавплия города Нафплион Я. Иоаннидиса, руководство ΝΚΕ было возложено на А. Ципаса.
1 августа 1941 года ΝΚΕ издало первый выпуск нового издания партийной газеты «Ризоспастис».
ΝΚΕ прояснил обстановку, возникшую в годы диктатуры, с созданием Временного руководства компартии (Προσωρινή Διοίκηση του ΚΚΕ), включил в свои ряды многих деятелей партии, бежавших из мест ссылки, и стал единственным и бесспорным руководством компартии.
ΝΚΕ инициировал и принял участие в создании Национально-освободительного фронта (ЭАМ) 27 сентября 1941 года.
После резни, учинённой болгарскими оккупантами в ответ на Драмское восстание в Восточной Македонии, Хриса была отправлена в Салоники, с указанием прекратить преждевременные выступления партизанского движения в Македонии.
ΝΚΕ, с вступлением и других партийных деятелей и с новым секретарём с декабря 1941 года в лице Г. Сиантоса, оставался руководящим органом компартии до 7-го съезда 1945 года.
На Второй всегреческой конференции в 1942 году Х. Хадзивасилиу была избрана членом Политбюро компартии.
Хриса Хадзивасилиу, своими далёкими от максимализма позициями, внесла в годы оккупации огромный вклад в развёртывании в Греции широкого движения Сопротивления.
Тем временем, созданная Национально-освободительным фронтом (ЭАМ) Народно-освободительная армия Греции  (ЭЛАС) к началу 1944 года освободила две трети территории страны и в марте 1944 года на свободной территории был создан Политический Комитет Национального Освобождения (Πολιτική Επιτροπή Εθνικής Απελευθέρωσης — ПЕЕА), именуемое и «Правительством гор».
При Правительстве гор был создан Национальный совет (Εθνικό Συμβούλιο), своего рода парламент.
Хриса Хадзивасилиу была избрана национальным советником (εθνοσύμβουλος) от Пирея, став таким образом одной из 5 женщин-членов Национального совета:157.
13 октября 1944 года, на следующий день после ухода немцев из Афин, ЭΑΜ организовал митинги в Афинах и Пирее.
Хадзивасилиу была основным оратором на митинге в Пирее, в то время как в Афинах оратором был бывший на тот момент генеральным секретарём компартии Г. Сиантос.

## Накануне Декабрьских событий
В период от освобождения Греции (октябрь 1944 года) до Декабрьских боёв 1944 года и подписания Варкизского соглашения Х. Хадзивасилиу будучи членом политбюро компартии приняла активное участие во всех главных политических событиях.
Её позиции во всех важнейших политических вопросах того периода были умеренными и против той части ЭАМ которая призывала к разрыву отношений и столкновению с англичанами.
Вместе со своим мужем, Петросом Русосом она критиковала партизанского лидера ЭЛАС, Ариса Велухиотиса, за выдвинутое последним предложение занятия Афин в конце ноября 1944 года.

## Роль Х. Хадзивасилиу в Декабрьские событиях и подписании Варкизского соглашения
При всей умеренности и компромиссах руководства компартии и ЭАМ, им не удалось избежать военного столкновения с англичанами и вовлечёнными англичанами в столкновение бывшими коллаборационистами и монархистами.
Начало Декабрьских боёв в Афинах застало Х. Хадзивасилиу в греческой столице.
Однако, как писал впоследствии член Политбюро компартии Василис Бардзотас, критикуя деятельность Политбюро в эти дни: «Анастасиадис и Стрингос находились в Кавале и Салониках Плумбидис и Хадзивасилиу уехали в Фивы и Трикала, не дожидаясь окончания Декабрьских боёв. В Афинах остались (из членов Политбюро) только я, Яннис Зевгос и Мицос Парцалидис. В действительности руководством Декабрьских боёв был занят только Я. Зевгос»:24.
Х. Хадзивасилиу на совещаниях Политбюро компартии в последние дни Декабрьских событий 1944 года первой подчёркивала необходимость найти компромиссное политическое решение и не обострять далее обстановку.
Согласно её свидетельству, такой же была позиция и других членов Политбюро.
Эту же позицию она вновь высказала на совещаниях Политбюро в период перемирия с англичанами в конце января 1945 года на встрече в Трикала.
В конечном итоге её предложение было принято — против голосовали Костас Карайоргис, Кети Зевгу, Яннис Зевгос.
Предложение привело к подписанию Варкизского соглашения и полному разоружению ЭЛАС.
Хадзивасилиу считала невозможным установление в Греции народной республики, аналогичной восточноевропейским, в силу географического положения Греции.
Она также считала, что в годы оккупации и в ходе Декабрьских событий ЭАМ совершил ряд преступлений, которые скомпрометировали его на международной арене и внутри страны.
Сегодня руководство компартии рассматривает подпись под этим соглашением «недопустимым компромиссом».

### После Варкизского соглашения
В октябре 1945 года, через 10 лет после последнего 6-го съезда партии, в Афинах состоялся 7-й съезд компартии.
Съезд состоялся в критический для партии и страны момент.
Хадзивасилиу открыла работу съезда минутой молчания в память товарищей погибших в годы оккупации, после чего она сделала отчёт партии за 10 лет прошедших с последнего съезда парии в 1935 году.
Хадзивасилиу была вновь избрана членом Политбюро партии.
7-й съезд обратился с воззванием к греческому народу, призывая его объединиться в борьбе за демократического решения внутреннего вопроса, без иностранных вмешательств.

## В международном женском движении
Будучи видной деятельницей Греческого женского движения, Хадзивасилиу, вместе с писательницей Дидо Сотириу представляла Грецию на учредительном съезде Международной демократической федерации женщин (FDIF) в Париже в 1945 году.
На Втором съезде FDIF, в Будапеште в 1948 году, была избрана членом его правящего совета.

## В период Гражданской войны
Подписывая Варкизское соглашение руководство компартии полагало, что таким образом страна придёт к примирению.
Однако этого не случилось.
Варкизское соглашение предусматривало разоружение всех частей ЭЛАС. Это позволило бандам (συμμοριών) монархистов и бывших коллаборационистов, при попустительстве и поддержке английских войск, начать преследование бывших партизан ЭЛАС и граждан левых убеждений, которое в историографии получило имя «Белого террора».
Бежавшие в горы ветераны Сопротивления первоначально образовали отряды самообороны, которые однако до лета 1946 года не предпринимали наступательных действий.
Условной датой начала Гражданской войны греческая историография считает 31 марта 1946 года, когда группа ветеранов ЭЛАС, под командованием А. Росиоса совершила нападение на жандармский участок в Литохоро, Центральная Македония:Α-295.
В конце декабря 1946 года, решением руководства компартии была создана Демократическая армия Греции (ΔΣΕ), которую возглавил Маркос Вафиадис. Хадзивасилиу выразила своё несогласие с созданием Демократической армии.
Но Гражданская война уже началась и в конце 1947 года компартия была объявлена вне закона.
Руководство компартии, возглавляемое новым генеральным секретарём, Н. Захариадисом перебралось в горные массивы северного Пинда, в то время как Хадзивасилиу осталась в Афинах и, вместе с Н. Плумбидисом, возглавила подпольную работу организаций компартии, действовавших в столице.
В середине 1948 года Хадзивасилиу на этом посту сменил членом Политбюро Стергиос Анастасиадис, поскольку руководство партии сочло что она не сумела обеспечить отправку членов партии из Афин в горы.
Это был период когда руководство партии лозунгом «Все к оружию, Всё для победы», призывало всех коммунистов вступить в ряды Демократической армии.
В действительности неудовлетворительные результаты Хадзивасилиу в отправке из столицы добровольцев в Демократическую армию в значительной мере объяснялись тем, что правительственные войска результативно перекрыли все выходы из столицы, а также тем, что охранка разгромила многие подпольные организации партии в столице и других городах.
Уже с апреля 1947 года в стране действовали концлагерь Макронисос, а также лагеря в Триккери и на острове Ярос, куда были сосланы тысячи людей левых убеждений.
Х. Хадзивасилиу в середине 1948 года была отозвана к руководству компартии в горы Граммос.
25 октября 1948 года, в регионах контролировавшихся партизанами Демократической армии, был создан Всегреческий Демократический Союз Женщин (Πανελλαδική Δημοκρατική Ένωση Γυναικών — ΠΔΕΓ), председателем которого стала Х. Хадзивасилиу.

## В опале
Ввергнув Грецию в Гражданскую войну, Великобритания осознала, что не располагает силами для продолжения своей роли.
12 марта 1947 года, президент Г. Трумэн провозгласил свою доктрину.
Результатом этой доктрины стал План Маршалла, благодаря которому королевское греческое правительство получило американскую помощь в 366 млн долларов, потраченных в основном на гражданскую войну.
Событие ознаменовало официальную «передачу эстафеты» от Великобритании США в греческом вопросе.
Одновременно летом 1948 года, после того как югославское руководство прервало свои отношения с СССР, югославы перекрыли греко-югославскую границу, практически прервав пути снабжения Демократической армии.
В этой связи, предложение генсека Н. Захариадиса трансформировать партизанскую Демократическую армию в регулярную армию встретило возражения нескольких членов Политбюро.
Историк Т. Герозисис упоминает среди них командующего Демократической армии Маркоса Вафиадиса, Костаса Карайоргиса и Хрису Хадзивасилиу:858.
30—31 января 1949 года в горах Граммос состоялся 5-й пленум ЦК компартии.
Пленум отстранил Маркоса Вафиадиса от командования армией и исключил его из рядов партии. Одновременно пленум освободил Хрису Хадзивасилиу от обязанностей по состоянию здоровья.
Пленум также проголосовал за резолюцию Захариадиса о усилении усилий Демократической армии до победного конца, который не за горами, потому что «монархофашизм находится в глубоком кризисе и будет разбит, после чего партия без промедления приступит к социалистическому строительству страны».
Весной 1949 года на конференции Женской федерации Греции в горах Вици Х. Хадзивасилиу отсутствовала по состоянию здоровья и проходила курс лечения от лейкоза в госпитале в Болгарии.

## После Гражданской войны
После поражения Демократической армии в Гражданской войне, в августе 1949 года последовала вынужденная эмиграция тысяч греческих партизан.
Х. Хадзивасилиу вместе с другими деятелями партии оказалась в восточноевропейских странах, отстранённая от деятельности и больная.
Осенью 1949 года она была доставлена в больницу в Будапешт.
Одним из немногих товарищей по партии который посетил её осенью 1949 года в больнице в Будапеште, был Костас Карайоргис.
Её муж, Петрос Русос, был несогласен с критикой которой она подвергала генсека партии, Н. Захариадиса, и дистанцировался от неё.
Хриса Хадзивасилиу умерла в больнице в Будапеште 14 ноября 1950 года и была похоронена в Будапеште.
В 1975 году её останки были перевезены в Грецию и перезахоронены на Первом афинском кладбище.